# هراس
هَراسُ عربي أو ضريسة أو ثريزة (الاسم العلمي: Sclerocephalus arabicus) نبات شوكي حولي وحيد الجنس والنوع من فصيلة القرنفلية. أعطانه الكويت، والسعودية، الإمارات، قطر، البحرين، العراق،، فلسطين واسرائيل،، مصر، المغرب وإيران، سلطنة عمان ،إريتريا، جزر الكناري، موريتانيا، تونس، ليبيا،الجزائر، جزيرة الرأس الأخضر،